# Kuwanaspis takahashii
Kuwanaspis takahashii är en insektsart som beskrevs av Sadao Takagi 1961. Kuwanaspis takahashii ingår i släktet Kuwanaspis och familjen pansarsköldlöss. Inga underarter finns listade i Catalogue of Life.